# Ľudovít Absolon
Ľudovít Absolon (29. srpna 1909, Bardejov – 16. června 1988, Bratislava) byl slovenský fotograf a pedagog.

## Životopis
Původním povoláním byl chemik. Fotografii studoval v Bardejově, v letech 1955 - 1981 vedl fotografické oddělení Střední školy uměleckého průmyslu v Bratislavě. Zpočátku se věnoval dokumentární fotografii a soustředil se na židovskou komunitu, jarmarky a městské prostředí východního Slovenska. Od 50. let 20. století zaměřil svou pozornost na národopisné motivy (lidová architektura, kroje apod.)